# Бердюжка
Бердю́жка — деревня в составе Жидковского сельсовета в Петуховском районе Курганской области.

## География
Расположена на северном берегу озера Северное.
Соседние населённые пункты: село Жидки (на южном берегу озера Северное) и деревня Гомзино (к северо-западу).

## Население
| 1989 | 2002 | 2010 |
| ---- | ---- | ---- |
| 24   | ↘0   | →0   |

В 1986 году в деревне проживало около 40 человек. 
По данным Всероссийской переписи 2010 года, в деревне нет постоянного населения.

## История
Название предположительно происходит от фамилии основателя Бердюгин, либо переселенцев из расположенного в Тюменской области села Бердюжье.